# Nippon Camera
Nippon Camera (日本カメラ Nippon kamera?) es una revista japonesa de fotografía que se publica desde 1950.
La revista empezó a editarse en marzo de 1950 de modo bimensual publicada por Kōgeisha (Tokio) como sucesor de la serie de libros Amachua Shashin Sōsho (durante 1948 y 1949). A partir de julio de 1951 se convirtió en revista mensual.
En 2012 la revista se publicaba en Tokio por Nippon Camera-sha, que también publica un anuario denominado Shashin Nenkan (写真年鑑) así como otros libros relacionados con la fotografía.
Desde la desaparición de la revista Camera Mainichi, el único rival de Nippon Cámara como revista de fotografía que intenta para proveer a todos los  intereses ha sido Asahi Cámara.